# Lijst van programma's op 100% NL
Dit is een lijst met de programma's op het Nederlandse commerciële radiostation 100%NL.
- 100% NL Top 10
- ADHDave
- Candlelight
- De Middagshow met Koen
- De Ochtendshow met Lars
- Meezing Vrijdag

NPO 3FM · Qmusic · Radio 538 · Radio Veronica · 100% NL